# Corythucha melissae
Corythucha melissae är en insektsart som beskrevs av Richard C. Froeschner och Torres Miller 2002. Corythucha melissae ingår i släktet Corythucha och familjen nätskinnbaggar. Inga underarter finns listade i Catalogue of Life.